# Каменска
Каменска је ненасељено место у општини Брестовац, у западној Славонији, Република Хрватска.

## Историја
Место је 1885. године било у Пакрачком изборном срезу, са пописаних 1259 православних душа.
До нове територијалне организације налазило се у саставу бивше велике општине Славонска Пожега.

## Становништво
На попису становништва 2011. године, насеље није имало становника.
| Националност       | 1991.       |
| Срби               | 37 (92,50%) |
| Хрвати             | 1 (2,50%)   |
| Југословени        | 0           |
| остали и непознато | 2 (5,00%)   |
| Укупно             | 40          |